# Tabasco paprika

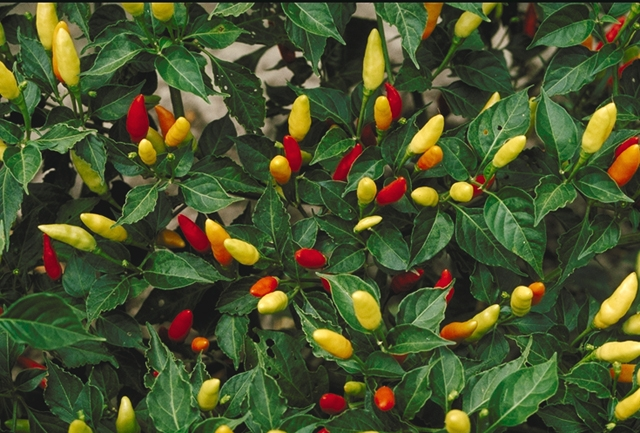

A tabasco paprika (Capsicum frutescens var. tabasco) világhírét a belőle készült csípős tabasco szósznak köszönheti.

## Származása, élőhelye
Mexikóból származik, de mivel a szószt Louisianában találták fel, tömegesen ott is kezdték termelni. Nagyon hasonlít a cayenne-i paprikához és azzal azonos feltételek mellett termeszthető.

## Megjelenése, hatása
A kúp alakú bokorrá növő, igen termékeny növény kb. 150 cm-re nő meg. A faj többi változatához hasonlóan felálló paprikái 1 cm szélesek, 4–6 cm hosszúak. Éretlenül sárgásak, éretten élénkpirosak. Ízük a csípősség mellett enyhén kesernyés. A belőle készült szószt az 1800-as évek közepén egy louisianai úriember fejlesztette ki, és az meghódította a világot. Szószokba, mártásokba keverik, pizzára, makarónira öntik.
A nagyon csípős paprikák közé tartozik (30–50 ezer Scoville-egység, azaz SHU); a vörös tabasco szószok csípőssége viszont csak 2500–5000 SHU.

## Felhasználása
A tabasco paprikát se frissen, se szárítva nem szokták használni; majdnem a teljes termésből különféle csípős szószokat készítenek (amelyek közül persze a tabasco szósz a leghíresebb). Erre nemcsak az íze miatt alkalmas, hanem azért is, mert vékony húsa igen leveses. A paprikát először felaprítják és besózzák, majd több évig fa hordókban fermentálják. A csípős léhez végül az eltarthatóság és az ízhatás javítása érdekében ecetet adnak.

## Külső hivatkozások
- Paprikafajták és -változatok